# Bailleul-sur-Thérain
Bailleul-sur-Thérain  é uma comuna francesa na região administrativa de Altos da França, no departamento de Oise. Estende-se por uma área de 9,5 km². Em 2010 a comuna tinha 2 299 habitantes (densidade: 242 hab./km²).